# 氣生根

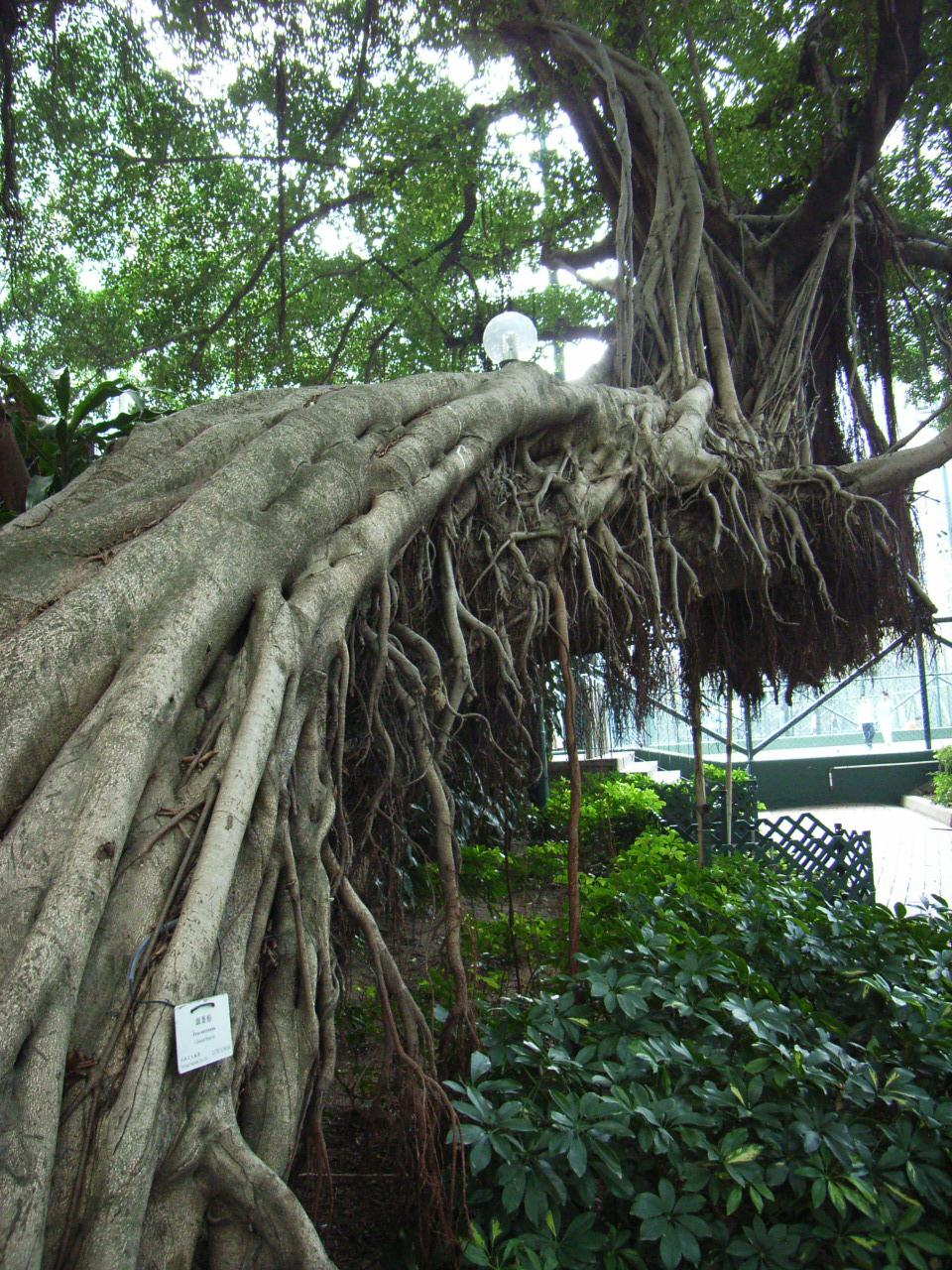
一棵細葉榕的氣根

氣生根（英語：Aerial root），又稱 氣根，是由植物地面上的莖或枝生出的不定根，曝露於空氣中而非埋在土壤或水等介質中生長的根。一般無根冠與根毛；可具有吸收空氣中的水分、支撐植物體向上生長、攀附在物體上、甚至吸取寄主營養、伸出水面通氣等功能。在熱帶雨林中十分普遍。
氣根的分類，依不同學者建議而大略分為下列幾種：
- 支柱根

也叫支持根，是由茎节上长出的一种具有支持作用的变态根。如甘蔗和玉米茎基部的节上发生的许多不定根，伸入土壤中有支持作用，可防止倒伏；又如中國大陸南方的榕树，其树枝上常产生许多鬚状的不定根，垂直向下生长，到达地面后即插入土壤中，形成强大的木质支柱，有如树干，起支撐植物的重量和吸收作用，甚至由一株主樹幹開始向外延伸發展成一片樹林，例如：臺灣澎湖跨海大橋旁的通樑古榕、广东江门市新会的小鸟天堂，其他像印度橡樹也有類似的根系發展。
- 攀緣根

如常春藤、凌霄花和络石等的茎细长、不能直立，上生许多很短的气生根，能分泌黏质（胶状物质），牢附于其他物体之上，借此向上攀援生长。
- 呼吸根

一部分生长在湖沼、热带海滩地带、潮間帶或河口溼地的植物，如海桑、水筆仔、红树和水松等，生在泥水中呼吸十分困难，因而有部分根垂直向上伸出土面，暴露于空气之中，便于进行呼吸。呼吸根的内都有许多气道。
- 寄生根

也称吸根。有些寄生植物，如桑寄生和菟丝子等，它们的不定根常发育为吸器，可以钻入寄主的茎内，以吸取寄主的营养为生。 呼吸根植物，如吊兰、龟背竹、榕树、各种空气凤梨等。
- 光合根

某些兰科植物的绿色气根，因具叶绿素，可行光合作用，属于一种同化根。